# Unterseeboot 1230
L'Unterseeboot 1230 (ou U-1230) était un sous-marin allemand utilisé par la Kriegsmarine pendant la Seconde Guerre mondiale.

## Présentation
Après sa formation à Hambourg en Allemagne au sein de la 31. Unterseebootsflottille jusqu'au 31 juillet 1944, l'U-1230 est affecté dans une formation de combat à la base sous-marine de Lorient dans la 10. Unterseebootsflottille. Face à l'avancée des forces alliées en France, et pour éviter la capture, il rejoint la 33. Unterseebootsflottille à Flensbourg en Allemagne à partir du 1er octobre 1944.
L'U-1230 quitte le port de Horten en Norvège pour sa patrouille de guerre le 8 octobre 1944. 51 jours plus tard, le 29 novembre 1944, l'U-1230 débarque deux agents allemands à Hancock Point dans le golfe du Maine aux États-Unis. Reprenant sa patrouille, il coule le bateau à vapeur canadien Cornwallis le 3 décembre 1944, puis se rend à Kristiansand en Norvège le 13 février 1945.
À la suite de la reddition de l'Allemagne nazie, l'U-1230 est transféré le 24 juin 1945 à Loch Ryan en Écosse en vue de l'opération de destruction massive d'U-Boote. Il est coulé le 17 décembre 1945 à la position géographique 55° 50′ N, 10° 05′ O par des tirs de canons de la frégate britannique HMS Cubitt.

## Affectations successives
- 31. Unterseebootsflottille du 26 janvier 1944 au 31 juillet 1944
- 10. Unterseebootsflottille du 1er août 1944 au 30 septembre 1944
- 33. Unterseebootsflottille du 1er octobre 1944 au 8 mai 1945

## Commandement
- Kapitänleutnant Hans Hilbig du 22 décembre 1943 à 13 mai 1945

## Navires coulés
L'U-1230 a coulé un navire ennemi: le cargo canadien Cornwallis de 5 458 tonneaux au cours de l'unique patrouille de guerre qu'il effectua.

### Sources
- U-1230 sur Uboat.net